# Sherlock Gnomes
Sherlock Gnomes is een Brits-Amerikaanse animatiefilmfilm uit 2018. Het is een vervolg op de film Gnomeo & Juliet uit 2011 en gebaseerd op de Sherlock Holmes-boeken van Arthur Conan Doyle. De film werd slecht ontvangen en behaalde zeer slechte recensies. De film was genomineerd voor twee Razzies voor slechtste acteur (Johnny Depp) en slechtste filmduo.

## Rolverdeling
- James McAvoy - Gnomeo
- Emily Blunt - Juliet
- Johnny Depp - Sherlock Gnomes
- Chiwetel Ejiofor - Dr. Gnome Watson